# Hylaeus acer
Hylaeus acer är en biart som beskrevs av Dathe 1980. Hylaeus acer ingår i släktet citronbin, och familjen korttungebin. Inga underarter finns listade i Catalogue of Life.